# Leslie Easterbrook
Leslie Easterbrook (Los Ángeles, California, 29 de julio de 1949) es una actriz estadounidense.

## Biografía

### Primeros años
Nacida en Los Ángeles, fue adoptada por una familia rural de Nebraska donde fue criada. Su padre más tarde se sacó el doctorado de filosofía y se hizo profesor trompetista en la universidad de Nebraska-Kearney. Su padre la preparó para sus roles operistas y le enseñó a tocar la trompeta para la serie Laverne & Shirley.

### Carrera
Easterbrook ha sido una cara familiar para las audiencias americanas, con la participación de una docena de películas y cerca de 300 episodios televisivos. En un principio se hizo famosa por sus interpretaciones de Rhonda Lee, la Marilyn Monroe como vecina en Laverne & Shirley. Pero el papel que más fama internacional le ha dado ha sido el de la sargento Debbie Callaghan, la rubia explosiva y bien dotada de las películas de Loca academia de policía. En series de televisión ha aparecido en Se ha escrito un crimen, Hangin' With Mr. Cooper, Baywatch, Matlock, Hunter y The Dukes of Hazzard. Los seguidores de soap operas también la recuerdan como Devlin Kowalsky en Ryan's Hope. Más recientemente, empezó a hacer trabajo de doblaje en las versiones animadas de Batman y Superman.
El talento vocal de Easterbrook le permitió que fuera escogida para cantar el himno nacional en la XVII Super Bowl lo cual le dio la oportunidad de protagonizar numerosos musicales en Broadway y a lo largo del país; también grabó una canción en el CD musical de Loca academia de policía 7, en la misma película interpretó "Am I Blue".
También ha sido una frecuente panelista en The Match Game en los años 80.
En 2005 interpretó a Madre Firefly en la película de Rob Zombie The Devil's Rejects.

En 2007 interpretó a la guardia de seguridad Patty Frost en el remake de Halloween.

## Filmografía
- Hollywood & Wine (2011)
- A Little Christmas Business (2013)
- DaZe: Vol. Too (sic) -NonSesnse (2016)
- Halloween (2007)
- Black Water Transit
- The Heartbreak Kid (2007)
- House (2008)
- The Devil's Rejects
- A Dead Calling
- Police Academy
- Police Academy 3: Back in Training
- Police Academy 4: Citizens on Patrol
- Police Academy 5: Assignment Miami Beach
- Police Academy 6: City Under Siege
- Police Academy: Mission to Moscow
- Mr. Payback
- Maniacts
- Private Resort
- Just Tell Me What You Want